# Musée de l’Aventure Industrielle

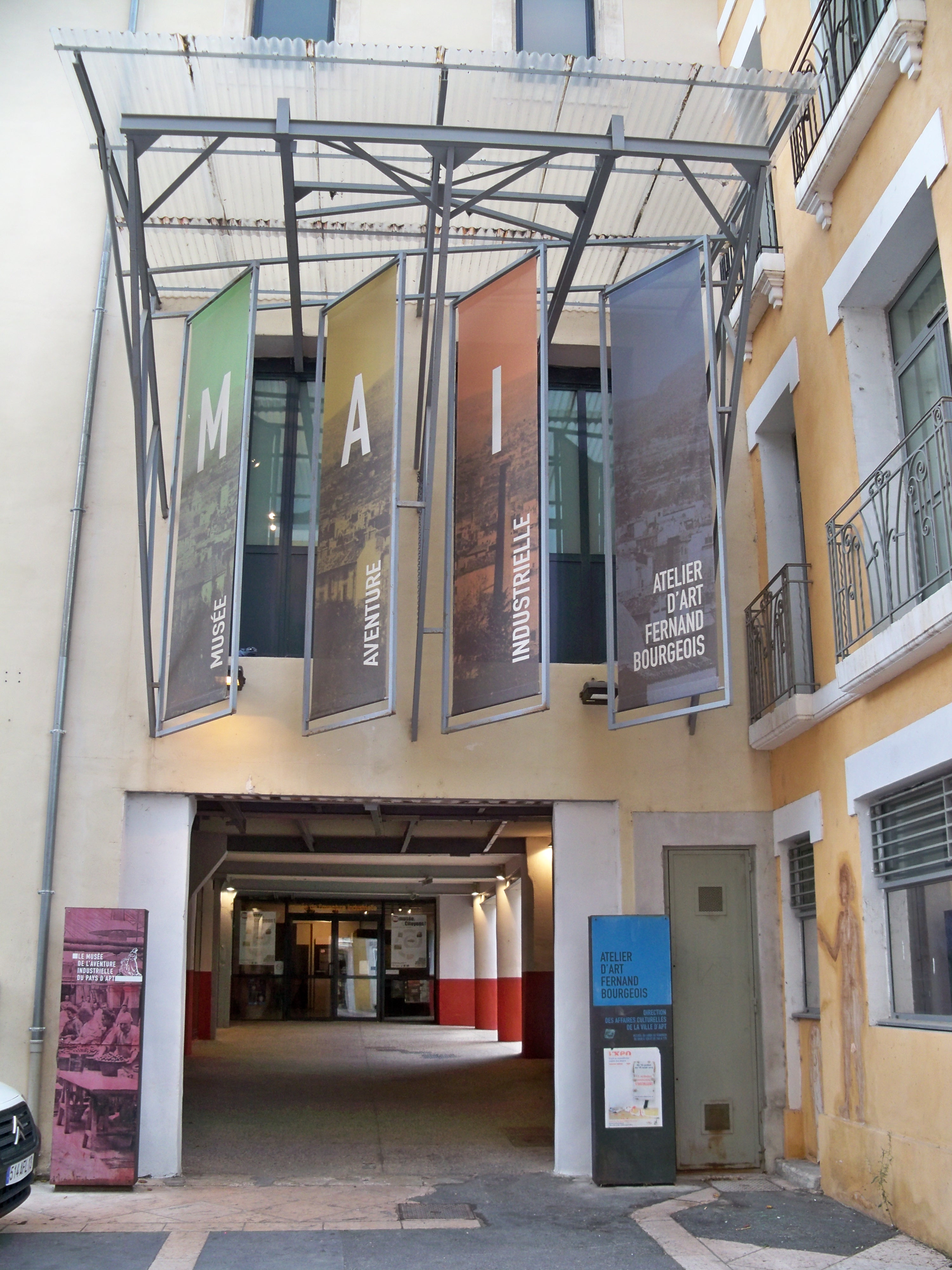
Eingang des Museums

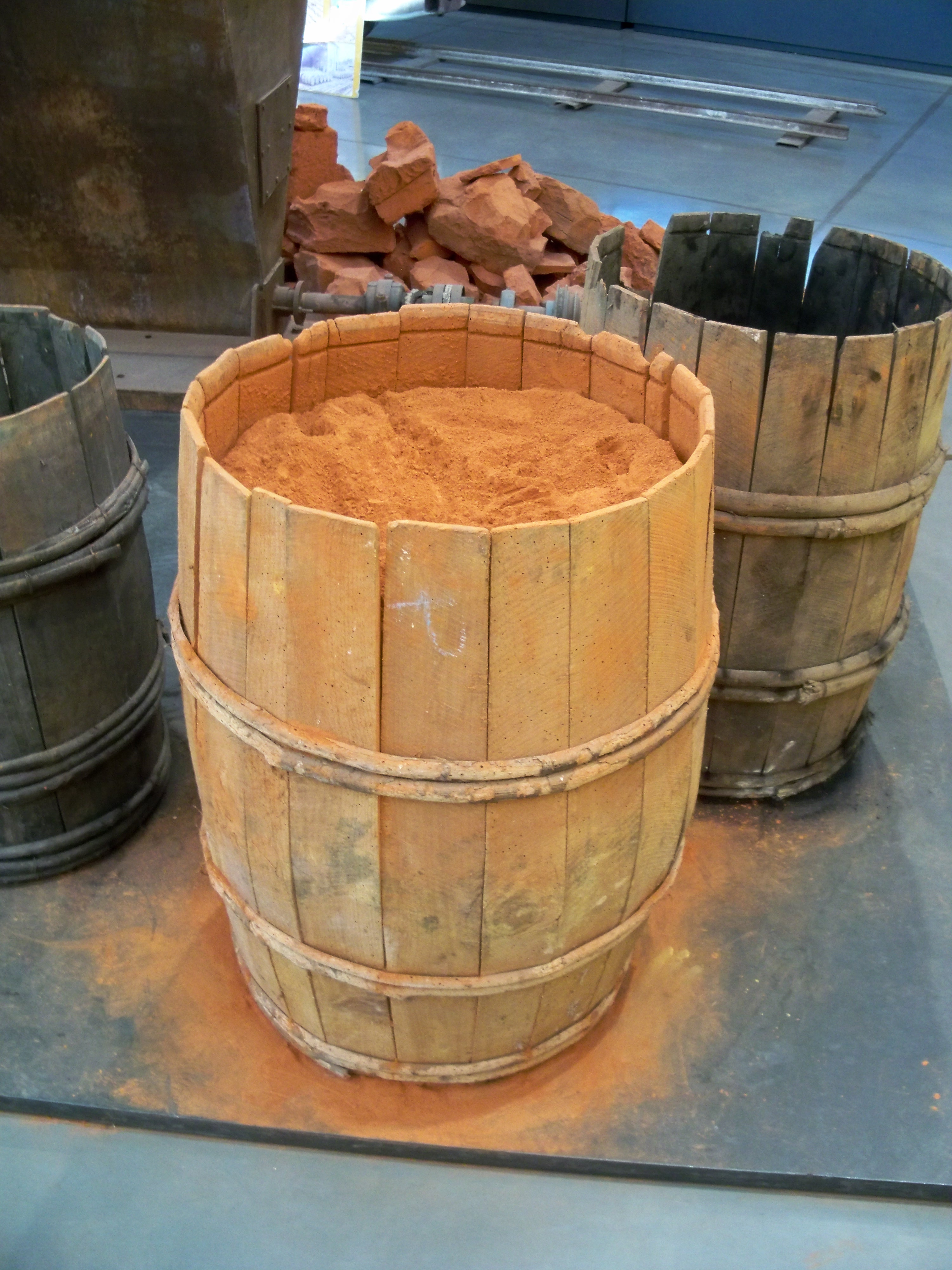
Fass mit rotem Ocker

Das Musée de l’Aventure Industrielle, auch Musée d’Apt, ist ein kommunales Museum für Industrie- und Wirtschaftsgeschichte in der Stadt Apt im französischen Département Vaucluse.
Das 2003 eröffnete Museum ist im historischen Zentrum der Stadt in der früheren Fabrik für kandierte Früchte der heute noch tätigen Firma Marliagues untergebracht. Der Obstanbau für die Produktion kandierter Früchte spielte in der Region neben der Gewinnung von Ocker für Farbpigmente und Lehm für die Herstellung von Fayence eine wichtige Rolle. Auf diesen Produktionszweigen und ihrer Entwicklung seit dem 18. Jahrhundert liegt der Schwerpunkt der Präsentation. Neben den drei Haupttätigkeitsbereichen hatte sich eine Reihe von Zuliefererindustrien im Bereich Mechanik, Schwefelextraktion und Verpackungsherstellung entwickelt, die in der Ausstellung gleichfalls berücksichtigt werden.